# Droit luxembourgeois
Le droit luxembourgeois est le droit de tradition civiliste, de la sous-catégorie des droits napoléoniens, appliqué au Luxembourg.

## Sources du droit

### Constitution
La Constitution du Luxembourg est la loi suprême de l’État.

### Droit international
L'article 49 bis de la Constitution dispose :

« L’exercice d’attributions réservées par la Constitution aux pouvoirs législatif, exécutif et judiciaire peut être temporairement dévolu par traité à des institutions de droit international.» »

— Article 49 bis de la Constitution
Le 28 juillet 1951, le Conseil d’État a déclaré : « un traité international incorporé dans la législation interne par une loi approbative, est une loi d’essence supérieure ayant une origine plus haute que la volonté d’un organe interne. Il s’ensuit qu’en cas de conflit entre les dispositions d’un traité international et celles d’une loi nationale postérieure, la loi internationale doit prévaloir sur la loi nationale ».
Le Conseil d’État a déclaré, le 21 novembre 1984 que, en cas de conflit entre une norme législative et une norme de droit international, cette dernière doit prévaloir sur la loi et toutes les normes inférieures.

### Droit de l’Union européenne
Dans son arrêt du 21 novembre 1984, le Conseil d’État a souligné qu'en cas de conflit entre le droit de l’Union et le droit interne, la primauté du droit de l’Union sur le droit interne découlait de l’application des traités ratifiés par l’ensemble des États membres,.

### Législation
La loi est la norme votée par la Chambre des députés et promulguée par le Grand-duc qui se partagent le pouvoir législatif.

### Règlements
L'article 36 de la Constitution dispose que « le Grand-duc prend les règlements et arrêtés nécessaires pour l'exécution des lois ».

### Jurisprudence
Le droit luxembourgeois ne connait pas la règle du précédent (stare decisis) de common law, par conséquent les juges ne sont pas liés par les décisions des autres juridictions, même dans les affaires similaires.
Cependant, les décisions de la Cour constitutionnelle et des juridictions supérieures font jurisprudence.

### Principes généraux du droit
Dégagées par la jurisprudence, les principes généraux du droit sont des règles prétoriennes obligatoires pour l'administration.

## Organisation juridictionnelle

### Ordre judiciaire
L'ordre judiciaire est divisé en trois degrés de juridictions : les justices de paix, les tribunaux d'arrondissement, et la Cour supérieure de justice.
Les justices de paix sont au nombre de trois : à Luxembourg, à Esch-sur-Alzette et à Diekirch. Elles sont compétentes en matière civile et commerciale en dernier ressort pour une somme allant jusqu'à 750 euros, et en appel jusqu'à 10 000 euros.
Il y a deux tribunaux d'arrondissements : Luxembourg et Diekirch. Il est le juge de droit commun en matière civile et commerciale.
La Cour supérieure de justice se compose d'une cour d'appel et d'une cour de cassation.

### Ordre administratif
L'ordre administratif comprend le tribunal administratif et la cour administrative.

## Sources

## Compléments